# Recursos energéticos
Recursos energéticos são quaisquer recursos naturais que possam ser aproveitados para obter energia.
Os recursos energéticos estão divididos em dois grandes grupos: os recursos energéticos não-renováveis, que advém dos combustíveis fósseis. Estes combustíveis são substâncias existentes na crosta terrestre que resultam da transformação, ao longo de milhões de anos, de matéria orgânica acumulada nos sedimentos (carvão, petróleo e gás natural). A sua utilização tem causado graves consequências para o ambiente, como mudanças de temperatura e consequentes alterações climáticas no planeta, a destruição da camada de ozono e as chuvas ácidas; os recursos energéticos renováveis, que são produzidos através de fontes naturais, como as plantas, o sol ou o vento. São considerados inesgotáveis à escala humana, ajudam a reduzir as emissões de CO2, reduzem a dependência energética da nossa sociedade face aos combustíveis fósseis e conduzem à investigação tecnológica baseada em energias limpas e mais eficientes.
A era industrial iniciou-se no fim do século XVII, na Inglaterra, e conduziu à exploração em escala inédita dos recursos naturais do planeta. Esta transformação incluiu a transição de métodos de produção artesanais para a produção por máquinas, a fabricação de novos produtos químicos, novos processos de produção de ferro, maior eficiência da energia da água, o uso crescente da energia a vapor e o desenvolvimento das máquinas-ferramentas, além da substituição da madeira e de outros biocombustíveis pelo carvão.
O mundo industrial e urbano baseia-se, em especial, num consumo intenso de energia. As máquinas industriais e domésticas, os meios de transportes modernos e a iluminação pública exigem a produção de enormes quantidades de combustíveis e eletricidade.